# Гонзага, Рафаэл
Рафаэл де Андраде Гонзага (порт.-браз. Rafael de Andrade Gonzaga); более известный, как Рафаэл Гонзага (порт.-браз. Rafael Gonzaga; род. 7 февраля 2008) — бразильский футболист, защитник клуба «Сантос».

## Клубная карьера
Гонзага — воспитанник клуба «Сантос».

## Международная карьера
В 2025 году Гонзага в составе юношеской сборной Бразилии принял участие в молодёжном чемпионате Южной Америки в Колумбии. На турнире он сыграл в матчах против команд Уругвая, Боливии, Венесуэлы, Эквадора и Колумбии.

## Достижения
Международные
 Бразилия (до 17)
- Победитель юношеского чемпионата Южной Америки — 2025